# Acqua Vergine
Acqua Vergine är Roms nionde zon och har beteckningen Z. IX. Zonen är uppkallad efter akvedukten Aqua Virgo (italienska Acqua Vergine), uppförd omkring år 19 f.Kr. av fältherren Marcus Vipsanius Agrippa. Zonen Acqua Vergine bildades år 1961.

## Kyrkobyggnader
- San Patrizio

## Övrigt
- Casale di Salone, 1500-talet, ritat av Baldassare Peruzzi
- Torre presso le sorgenti dell'Acqua Vergine, medeltida torn
- Torre piezometrica del Centro idrico di Salone, sulle sorgenti dell'Acqua Vergine, torn från 1900-talet
- Acquedotto dell'Acqua Vergine, akvedukt från första århundradet f.Kr.
- Villa romana a Via Pagani, romersk villa från kejsartiden

## Kommunikationer
- Järnvägsstationer: La Rustica U.I.R. och Salone

## Bilder
| - Torre piezometrica del Centro idrico di Salone. |